# Giriharja (Cipanas)
Giriharja is een bestuurslaag in het regentschap Lebak van de provincie Banten, Indonesië. Giriharja telt 3748 inwoners (volkstelling 2010).